# Campeonato Sudamericano de Baloncesto de 1939
El Campeonato Sudamericano de Baloncesto de 1939 fue el VII Campeonato Sudamericano de Baloncesto. Fue disputado en Río de Janeiro, Brasil, y ganado por la selección nacional del país anfitrión. 

## Resultados
| Posición | Equipo    | Pts | G | P | PF  | PC  | Dif |
| -------- | --------- | --- | - | - | --- | --- | --- |
| 1        | Brasil    | 8   | 4 | 0 | 139 | 120 | +19 |
| 2        | Uruguay   | 7   | 3 | 1 | 151 | 122 | +29 |
| 3        | Argentina | 6   | 2 | 2 | 151 | 126 | +25 |
| 4        | Perú      | 5   | 1 | 3 | 129 | 132 | -3  |
| 5        | Chile     | 4   | 0 | 4 | 97  | 167 | -70 |

| Brasil    | 34 - 32 | Uruguay   |
| Brasil    | 31 - 30 | Argentina |
| Brasil    | 32 - 25 | Perú      |
| Brasil    | 42 - 33 | Chile     |
| Uruguay   | 43 - 42 | Argentina |
| Uruguay   | 34 - 29 | Perú      |
| Uruguay   | 42 - 17 | Chile     |
| Argentina | 38 - 33 | Perú      |
| Argentina | 41 - 19 | Chile     |
| Perú      | 42 - 28 | Chile     |

| Brasil         |
| Campeón Brasil |
| Primer título  |

| Predecesor: Lima 1938 | Campeonato Sudamericano de Baloncesto VII edición | Sucesor: Montevideo 1940 |

- Datos: Q1988567